# کیلی ویلیامز
کیلی ویلیامز (انگلیسی: Kiely Williams؛ زادهٔ ۹ ژوئیهٔ ۱۹۸۶) یک موسیقی‌دان اهل ایالات متحده آمریکا است. وی از سال ۱۹۹۹ میلادی تاکنون مشغول فعالیت بوده‌است.